# Ranalisma humile
Ranalisma humile är en svaltingväxtart som först beskrevs av Louis Claude Marie Richard och Carl Sigismund Kunth, och fick sitt nu gällande namn av John Hutchinson. Ranalisma humile ingår i släktet Ranalisma och familjen svaltingväxter. IUCN kategoriserar arten globalt som livskraftig. Inga underarter finns listade.